# Burghaslach
Burghaslach település Németországban, azon belül Bajorországban. Lakosainak száma 2724 fő (2023. december 31.). Burghaslach Geiselwind és Markt Taschendorf községekkel határos.

## Népesség
A település népessége az elmúlt években az alábbi módon változott:
| Lakosok száma | 963  | 1213 | 1989 | 2072 | 2487 | 2511 | 2586 | 2529 | 2611 | 2724 |
|               | 1875 | 1950 | 1975 | 1987 | 2012 | 2014 | 2016 | 2017 | 2021 | 2023 |